# Radio (chanson)
Pour les articles homonymes, voir Radio.
Singles de Robbie Williams
Sexed Up
(2003) Misunderstood
(2004)
Radio est une chanson electropop interprétée par le chanteur britannique Robbie Williams qu'il a écrite et composée avec Stephen Duffy. Sortie en single le 4 octobre 2004, il s'agit du premier extrait de la compilation Greatest Hits dont elle est une des chansons inédites.
C'est le sixième single no 1 au Royaume-Uni de la carrière solo de Robbie Williams. Le septième sera Candy, huit ans plus tard, en 2012.
Radio se classe aussi en tête des ventes au Danemark.

## Classements hebdomadaires
| Classement (2004)                       | Meilleure position |
| --------------------------------------- | ------------------ |
| Allemagne (GfK Entertainment)           | 2                  |
| Australie (ARIA)                        | 12                 |
| Autriche (Ö3 Austria Top 40)            | 3                  |
| Belgique (Flandre Ultratop 50 Singles)  | 28                 |
| Belgique (Wallonie Ultratop 50 Singles) | 33                 |
| Danemark (Tracklisten)                  | 1                  |
| Écosse (OCC)                            | 1                  |
| Espagne (PROMUSICAE)                    | 4                  |
| Finlande (Suomen virallinen lista)      | 16                 |
| France (SNEP)                           | 48                 |
| Irlande (IRMA)                          | 6                  |
| Italie (FIMI)                           | 2                  |
| Norvège (VG-lista)                      | 8                  |
| Pays-Bas (Nederlandse Top 40)           | 9                  |
| Pays-Bas (Single Top 100)               | 9                  |
| Royaume-Uni (UK Singles Chart)          | 1                  |
| Suède (Sverigetopplistan)               | 22                 |
| Suisse (Schweizer Hitparade)            | 14                 |

## Certifications
| Pays             | Certification | Unités certifiées |
| ---------------- | ------------- | ----------------- |
| Australie (ARIA) | Or            | 35 000            |